# Grantley, Pennsylvania
Grantley är en ort i York County i delstaten Pennsylvania, USA.